# Верхневилюйск (аэропорт)
Аэропорт «Верхневилюйск» — региональный аэропорт села Верхневилюйск Верхневилюйского улуса Якутии. Обеспечивает регулярное авиасообщение с региональным центром — Якутском.

## Технические характеристики
Расположен на удалении 1.0 км. северо-западнее пос. Верхневилюйска.
Аэродром: класса Г, ГВПП-1, магнитный курс 97°–277°; 1800х75 м, покрытие грунт, без категории, разрешена эксплуатация круглосуточно.

### Принимаемые типыВС
Ан-2, Ан-12 (зимой), Ан-24, Ан-26, Ан-30, Ан-32, Ан-72, Ан-74, Як-40 и др. типы ВС 3-4 класса, вертолёты всех типов.
По данным Министерства транспорта и дорожного хозяйства Республики Саха (Якутия):
Ан-2, Ан-3, Ан-24, Ан-26, Ан-28, Ан-32, Ан-74, Ан-140, Ан-140-100, L-410, «Даймонд Тундра» DА-40, Pilatus Aircraft LTD PC-6/B2-H4, Як-40 , вертолёты всех типов.

## Показатели деятельности
| год        | 2014 | 2015 | 2016 | 2017 |
| пассажиров | 3155 | 3450 | 3666 | 3014 |
| Источники: |      |      |      |      |

## Реконструкция
В 2019 году в рамках комплексного плана модернизации и расширения магистральной инфраструктуры были начаты работы по реконструкции аэропорта, которые завершились в начале 2021 года. Общий объём финансирования проекта составил 283,3 млн рублей. Служебно-пассажирское здание 1961 года постройки, не соответствующее требованиям федеральных авиационных правил, и изношенный расходный склад горюче-смазочных материалов снесли и построили заново. В пассажирском здании, пропускная способность которого — 35 пассажиров в час, расположены буфет, комната матери и ребёнка, зона досмотра, помещение для хранения изъятого багажа и зона ожидания. В расходном складе может храниться 240 кубометров горюче-смазочных материалов. Сделано ограждение с контрольно-пропускным пунктом. Взлётно-посадочная полоса имеет грунтовое покрытие.